# 東清鐵路
东清铁路、清东铁路（俄语：Китайско-Восточная железная дорога，羅馬化：Kitaysko-Vostochnaya zheleznaya doroga，缩写为，字面意思为“中国东部铁路”）指俄罗斯帝国修筑的从俄国赤塔经中國满洲里、哈尔滨、绥芬河到达海參崴的铁路中，在清朝境内的一段較近距離，東西向铁路系统总称，简称“东清路”。1920年后称中国东省铁路、中国东方铁路，简称中东铁路、中东路。
俄方能在沿路享有租界一般的權益，而可以干涉東北，隨後日本遂以九一八事件介入俄佔滿洲的利益後，满洲国和苏联共同运营时期北段改称北满铁路，南段日本在日俄戰爭後取得的則仍称南满铁路，直到日本讓滿洲國全面收回滿鐵為止（但仍以南滿洲鐵道󠄁株式會社營運）。第二次世界大战后期该铁路又被苏联重新控制，這次称为中国长春铁路，簡稱中長鐵路（俄语：Китайская Чанчуньская железная дорога），繼續享有特權。1950年蘇聯放棄特權將其移交給中華人民共和國，至此中長鐵路特權地位終結。

## 范围与名称
此鐵路以哈爾濱為中心，往西延伸至滿洲里（今内蒙古自治区境內），往東延伸至綏芬河（今黑龙江省牡丹江市）。后修建往南延伸至大連／旅顺的支线，路線呈丁字型，全長約2400公里。目前该段铁路由中国铁路总公司所有，并被命名为以下四条线路：

## 建造

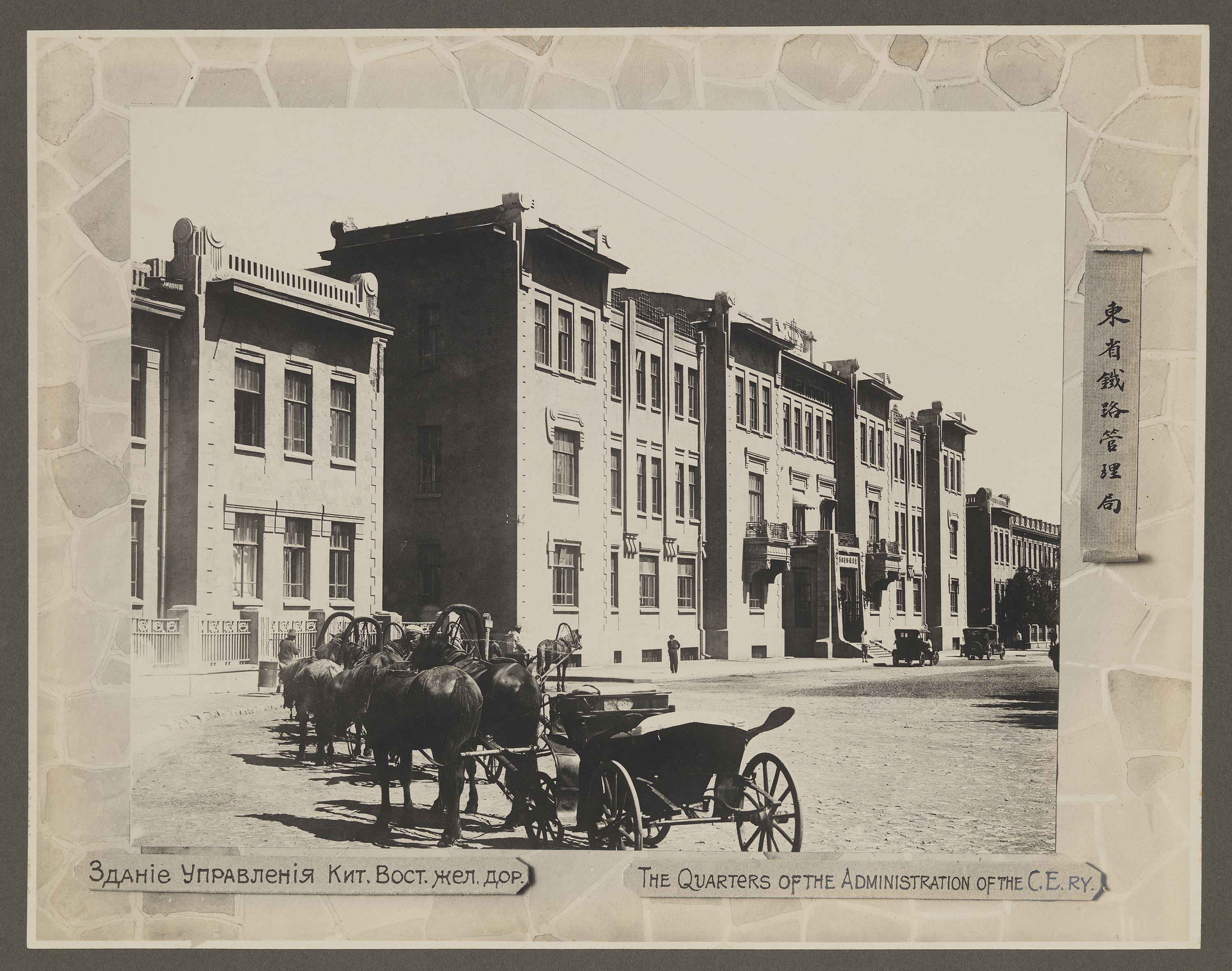
东省铁路管理局

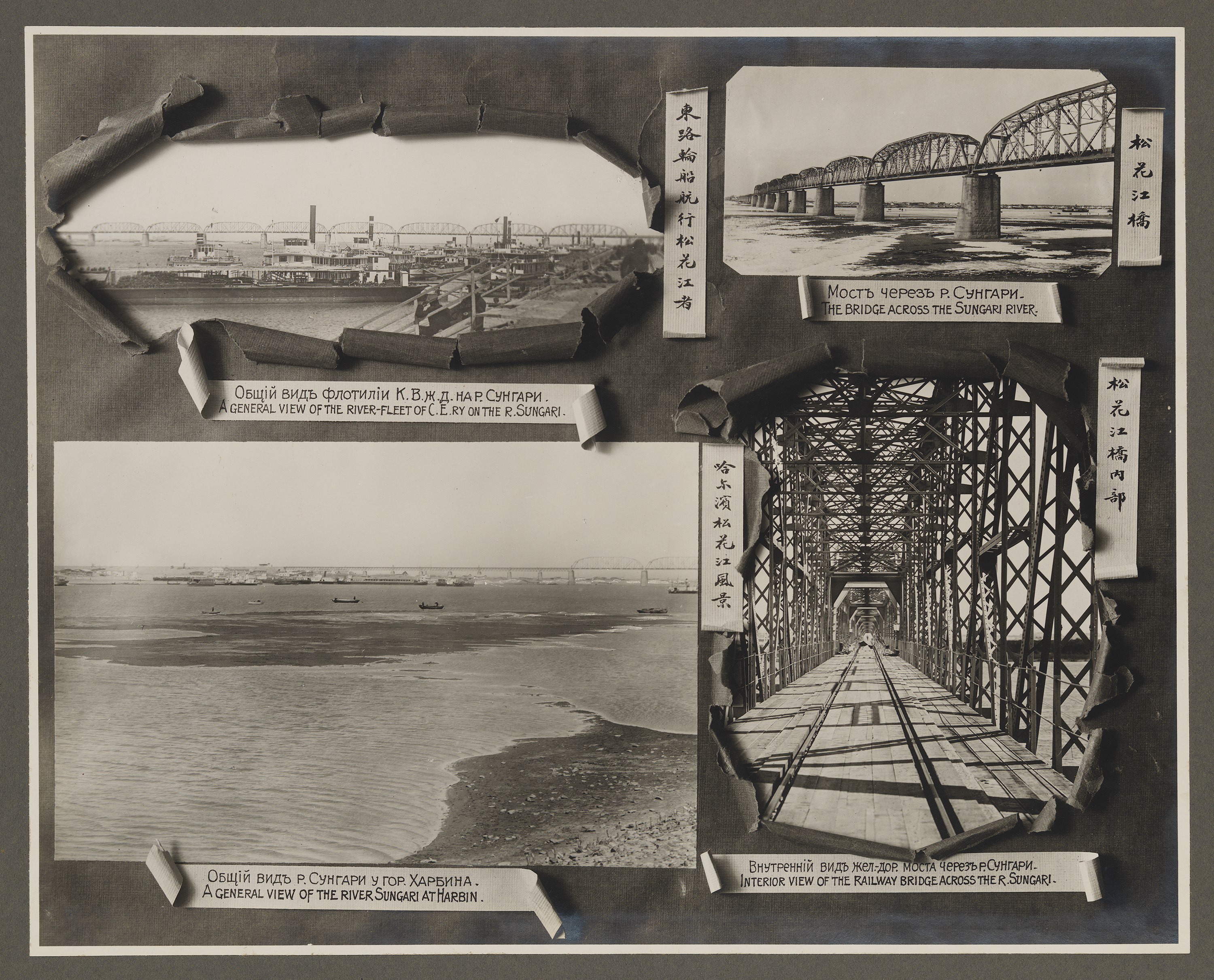
松花江橋上的東清鐵路，攝於1903-1919年間，照片俄英中三語。

俄罗斯帝国在瑷珲条约和北京条约中获得外兴安岭后为加强对其的控制，计划修建从人口稠密的西部到远东的西伯利亚铁路。然而铁路在阿穆尔河地区的修建却因为当地茂密且广袤的森林、宽阔且湍急的河流、极寒天气及远离现代人类聚居地而受到重重挑战。1886年，一些西伯利亚铁路的建筑师提出修建从赤塔经由清政府控制下的满洲地区直达符拉迪沃斯托克的铁路，以节省建筑里程:6。

### 俄清命名之談判

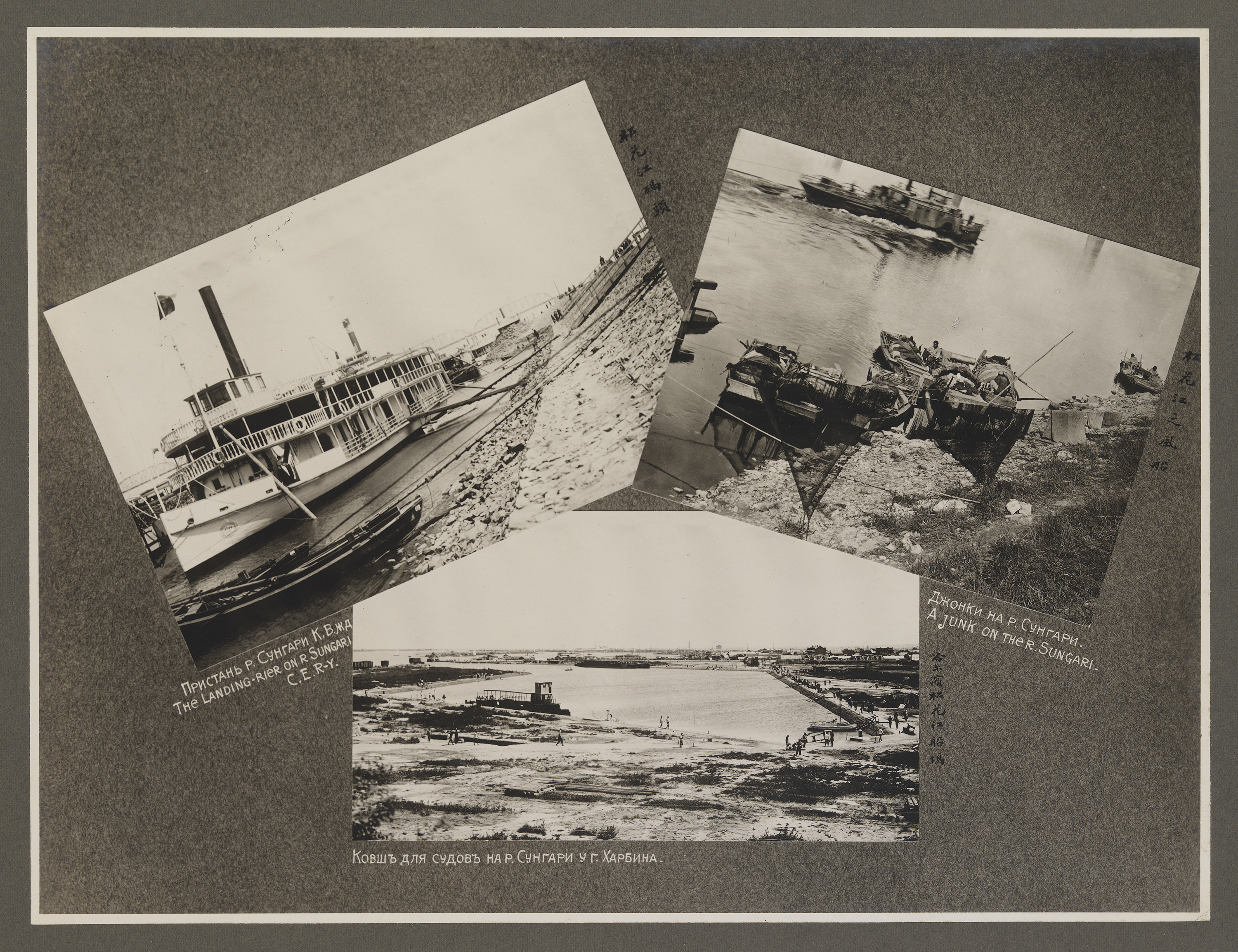
松花江邊的東清鐵路輪船，攝於1903-1919年間

为使清政府同意其筑路计划，俄罗斯政府开始积极与清政府发展双边关系。俄方在中日中日甲午战争之后签订的《马关条约》中联合德国和法国要求日本归还辽东半岛，并最终成功；光绪二十二年（1896年），清政府特使李鴻章在赴俄祝贺沙皇尼古拉二世加冕典礼期间签署的《中俄御敌互相援助条约》（简称《中俄密约》）中规定了包括清俄协防日本，并同意俄国“通过黑龙江、吉林修筑一条铁路”等事宜:10。9月两国签订协议，确认铁路需由私人公司而非俄罗斯政府营运。12月俄国将铁路定名“满洲铁路”，遭到李鸿章的反对（清政府在正式场合之中通常使用“东三省”来称呼这片区域。）。李鸿章坚持“必须名曰‘大清东省铁路’，若名为‘满洲铁路’，即须取消允给之应需地亩权”。因此正式定名为大清东省铁路，簡稱清东铁路，又称东清铁路。俄罗斯政府据此译成俄文是：“Китайская　Восточная　Железная　Дорога”　，即“中国东方铁路”之意。
1896年9月8日，清政府与华俄道胜银行签订了《中俄合办东省铁路公司合同章程》。第一条载明：“华俄道胜银行建造经营此铁路，另立一公司，名曰中国东省铁路公司”。1896年12月4日，在华俄道胜银行的支持下，中國東省鐵路公司成立:20。1897年清政府发给中东铁路副总监工的护照上亦有“中国东方铁路”及”东方铁路”字样。
1897年8月28日，中东铁路公司在小绥芬河右岸三岔口地方（现东宁县境内）举行中东铁路开工典礼。在典礼仪式所用的花亭（牌楼）上，标有“大清东省铁路公司”字样。以哈尔滨为中心，分东、西、南部三线，由六处同时开始相向施工。1898年清俄签订《旅大租地条约》。1903年7月14日，东清铁路全线通车营业:16。同时修筑的从哈尔滨直达旅顺的支线铁路（“中东铁路南满支线”）习惯上也认为是东清铁路的一部分。
中国铁路的第一所员工子弟学校是1898年成立的东清铁路哈尔滨香坊第一学校。
1912年以前，中东铁路印刷的文件头，汉字也都有“大清东省铁路”字样。

## 日俄争权

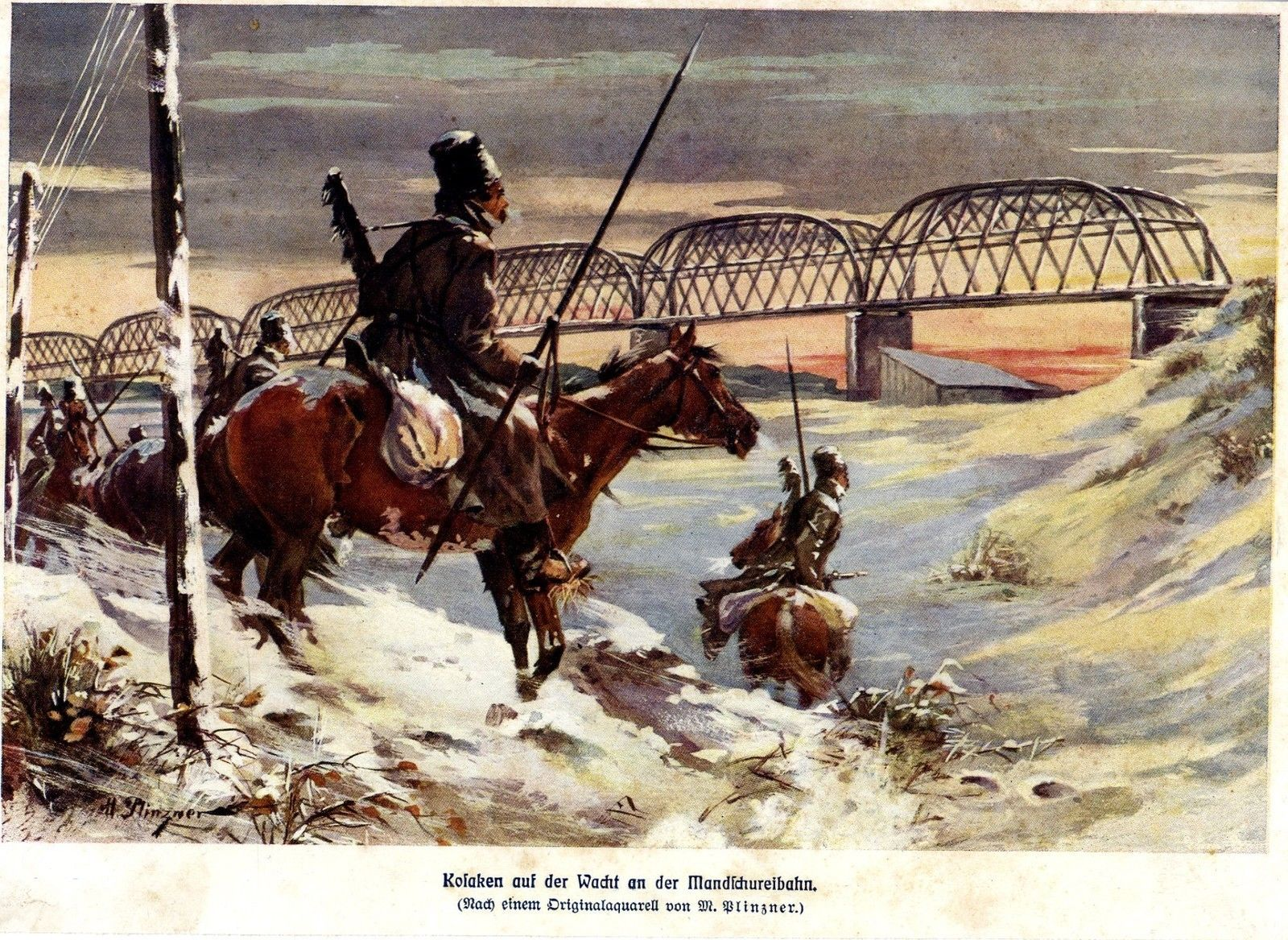
一副1904年日俄战争期间哥萨克骑兵保卫铁路的俄国水彩画

这条铁路的建成使得东三省變成俄国的势力范围，也促使日本随后发动日俄战争。在日俄战争即将爆发的危局下，1904年7月13日西伯利亚大铁路最后一段：贝加尔湖区段以轮渡方式勉强通车，冬季则改在结冰的贝加尔湖湖面上直接铺设铁轨。到1905年绕贝加尔湖铁路正式竣工。

### 日俄戰爭
日俄戰爭爆发后，俄罗斯政府把西伯利亞鐵路（含东清铁路）的运力发挥到极致：西伯利亚大铁路由西向东快速开通连续的片面车流、单向运输，在列车集中到达的末端甚至将卸载后的空车推下路基、腾出车站到发线卸车。俄军迅速把乌拉尔、西西伯利亚等腹地动员的大量兵员和军用物资运抵辽阳、奉天、铁岭、宽城子（今长春）等各车站，迅速集结起3个集团军33万兵力，超过了东清铁路战场日本陆军的27万兵力。使得俄国陆军依托中东铁路南下支线在昌图-四平一线建立起巩固防御，日军由于兵力不足、储备物资与外汇消耗殆尽也无力突破俄国陆军防线，为日俄朴次茅斯谈判中，沙俄得以保住北满的势力范围的原因。
1905年9月日俄战争结束后，按照《朴次茅斯和约》的规定，长春以南至旅顺路段735KM改属日本，被称为南满铁路。其余部分仍称中东铁路。
日本获得南满铁路之后，为管理从宽城子（今长春）以南至大连、旅顺以及奉天府（今沈阳市）至安东的铁路，于1906年建立了南满洲铁道株式会社（简称“满铁”）:17。该株式会社除铁路运输外，还经营煤矿、钢铁、炼油、水运、汽车运输、电气等，并在铁路附属地内经营土地、房产和掌管行政。
与此同时，俄国继续控制長春以北的中东铁路。俄国东省铁路公司还取得铁路两侧数十公里宽地带的行政管理权、司法管理权和驻军的特权，形成比一般租界规模大得多的“国中之国”。沿线兴起一批大小城镇，特别是东省铁路公司的管理中心，铁路枢纽哈尔滨。1907年4月2日东省铁路公司设立民政处，下设民政、土地、中俄交涉、教育、宗教事务、卫生、兽医、报刊发行等部门。主管哈尔滨、满洲里、海拉尔、绥芬河等地铁路附属地的民政事宜，独立于中国行政主权之外，成为中东铁路“附属地”各地方的上级行政主管机构。1908年3月11日，哈尔滨自治公议会举行第一次会议，组成第一届公议会，并选出董事会（市政机构）。随后，东省铁路公司民政处相继把在哈尔滨的商业事务、市政管理、城市设施、园林绿化、文化教育事业移交给哈尔滨自治公议会董事会管理。哈尔滨自治公议会成立前后，一直受到中国政府和地方当局以及其他各国在哈领事的抗议和交涉，但1914年《英俄协定》后，英国承认俄国在哈尔滨的特权，同时规定在哈尔滨的英国侨民与俄国人享受同等权利，照章纳税。此后，美、日、意等国为保护其侨民的利益，也先后加入《英俄协定》，承认俄国人控制的哈尔滨自治公议会及其董事会。自治公议会董事会的设立实际上攫取了哈尔滨的行政权。
西伯利亚大铁路阿穆尔区段（完全绕过整个中国东北）全线工程于1916年建成通车。

### 俄羅斯革命的影響
俄国二月革命后，霍尔瓦特被俄国临时政府正式任命为中东铁路附属地长官“照旧供职，并授全权”，策划成立中东铁路职工委员会，名义上代表上层职工的利益，主张利用经济斗争的手段达到改善职工生活的目的，但实际上是“对抗哈尔滨俄人工兵苏维埃，维护霍尔瓦特旧势力的工具”。与之对抗的俄人势力有两个组织，一个是俄国二月革命后在哈俄人组建的临时执行部（旧译临时代行政务筹备处），下设立法部和委员会两个部分。立法部由各界和各团体代表共同组成，“凡遇本埠一切大小问题以及绅民恳请事件，皆由此部集合全体代表而议定之”，律师亚历山大罗夫任议长；委员会则由立法部推举数位议员组成，专为执行立法部所颁布的议案，并“接收呈纸，延见来宾，对答外界责问之人，暨对于各机关及个人办理一切交际事项”，委员会会长也由亚历山大罗夫担任。临时执行部的组建实际上是为了取代哈尔滨自治公议会董事会，反对以霍尔瓦特为代表的右翼势力。其成立之后做出的第一个重要决议，就是撤销中东铁路管理局负责民政事务的副局长阿法纳西耶夫中将和市警察局局长阿尔诺里特中校的职务，将中东铁路管理局民政处的大权收归己有。另一个组织是哈尔滨工兵代表苏维埃，其形成过程较为复杂，经历了多次合并和分化。在临时执行部成立的同日，中东铁路哈尔滨总工厂的俄籍工人组织成立了工人代表苏维埃。随后，驻哈中东铁路护路军的部分官兵成立了士兵委员会和将校委员会，不久后合并为士兵代表苏维埃，由护路军托木斯克民兵大队准尉留金担任委员会主席。
1917年6月22日，工人代表苏维埃与士兵代表苏维埃联合在一起，成立了工兵代表苏维埃，但随着形势的发展，工兵代表苏维埃内部很快出现了激进派和温和派两个派别。以留金等人为代表的激进派主张一切权力应归属工兵代表苏维埃，不能让受资产阶级控制的市执行委员会继续掌握政权。7月底，留金、雅库鲍夫、斯拉文、列图诺夫和斯特拉佐夫等人正式成立了俄国社会民主工党 (布尔什维克)哈尔滨委员会。该委员会出版机关刊物《斗争》周刊，广泛宣传布尔什维克观点，并派代表参加了在伊尔库茨克召开的第一次全西伯利亚苏维埃代表大会。1917年11月7日，俄国十月革命爆发，在收到革命胜利的消息当日，哈尔滨工兵代表苏维埃召开了紧急会议，激进派领袖留金提出拥护苏维埃政府，一切权利归苏维埃，罢免中东铁路行政长官霍尔瓦特的提案，但该提案遭到温和派的否决，两派至此彻底决裂。
1917年12月激进派奉列宁电令夺权，任命斯拉文为铁路长官、卢茨基大尉和乌罗比少尉为副长官，任命律师普托诺夫为哈尔滨俄国总领事馆人民委员。霍尔瓦特等旧俄势力一方面坚决反对将中东铁路管理权交给苏维埃，另一方面与护路军司令萨莫伊洛夫密谋准备实行武力镇压，同时还向中国当局提出由中国出兵解除工兵代表苏维埃激进派的武装。俄国驻华公使库达舍夫在与北洋外交部接洽时表示，“此事俄愿中国帮忙，不愿他国干预。12月7日英国驻华公使代表各协约国“敦请中国出兵维持一千九百零九年中俄条约所规定之行政地位，不仅保护商民”。12月14日，各协约国驻哈领事与滨江道尹会晤，“英、美盼我收路驱除广义派于满洲里之外，日本持冷静态度”。由此，北洋政府决定：通知激进派留金等人限期“将附和之工兵警察解除武装，余党一律解散。铁路公司由我派一督办，旧有俄员如霍尔瓦特等，仍令照常供职，以省后日纠纷。”北洋政府决定下令采取强行解除激进派俄兵武装。12月26日，中国军队分成两路，分别到两处俄兵驻地收缴俄兵武器。12月30日，缴械的1800余名俄兵分两批被押送出境，缴获俄兵武器共计“步枪2308枝、马枪98枝、手枪16枝、机枪7架、围枪1枝、钢炮1尊、子弹140294粒及91箱、机枪子弹6箱、刺刀167把、洋刀151把、斧子3把、宝剑3把、步号2支。均经送交霍总办出据领收”。中东铁路警备司令部和滨江道尹公署联合发布通告，宣布由中国军队驻守铁路沿线。
1918年2月11日，吉林省省长公署在哈尔滨设立临时警察总局，滨江县知事张南钧任局长，“在路界内与俄警分区维持治安”，形成中俄警察并立的局面。1918年8月，吉林、黑龙江两省的中东铁路警备司令部在哈尔滨成立中东铁路护路军总司令部。
1919年3月，协约国海参崴军事会议对中东铁路实行监管，由于各协约国之间的矛盾，各种意见相持不下，最终决定将保卫中东铁路之责任交还给中国。7月1日吉林中东铁路警备司令部撤销，改设吉林中东铁路护路军总司令部，陶祥贵任总司令。8月1日，黑龙江中东铁路护路军总司令部成立，耿玉田任总司令。8月11日，鲍贵卿接任中东铁路公司督办兼中东铁路护路军总司令。9月13日，《中东铁路护路军总司令部组织及办事简章》正式发布，规定总司令部设于哈尔滨，哈长、哈满、哈绥三段各设司令部。至此，中国建立了统一的护路军，全面收回了中东铁路路区驻军权。1920年3月，中东铁路设立中国铁路警察处（路警处），直接归中东铁路督办鲍贵卿统辖。北洋政府于民国九年(1920年)10月下令接管中东铁路，规定中东铁路为中俄合办。1920年起，东清铁路北段中文始称“中国东方铁路”，简称中东铁路。7月19日，中东铁路路警处在哈尔滨正式成立。1921年1月12日，《东省特别区警察大纲》颁布，撤销警察总局，东省特别区警察总管理处正式成立，董士恩兼任处长，负责在由哈尔滨沿中东铁路线南至长春，北至满洲里站，东至绥芬河站之内区域施行警察权。至此，中东铁路路区设警权被中国全部收回。
1917年，日本拟以2千万日元“收买中东铁路南线的一小部分宽城子-老少沟站（103公里）”，但因俄国爆发了十月革命而未成功。
十月革命后，设在彼得格勒的中东铁路公司理事会，因革命影响而瓦解。在哈尔滨的中东铁路管理局的工作则陷入瘫痪状态。日本政府建议向当时的中东铁路当局，提出2亿日元的5年贷款，企图夺取中东铁路。
1922年苏联成立後，由中國與苏联共管長春以北的中东铁路。北京政府將鐵路沿線11公里內區域劃為東省特別區，接管哈爾濱及鐵路沿線的市政權。1924年中央政府批准東省特別區為與省並行的特別行政區。
1924年5月31日，《中苏解决悬案大纲协定》和有关中东铁路暂行管理规定在北京签订。1925年9月签订了《奉俄協定》。中东路已经不涉及中国主权问题，而是一个中苏共管的纯商业资产。明文规定：“苏联政府允诺，中国以中国资本赎回中东铁路及该路所属一切财产。两缔约国政府，承认对于中东铁路之前途，只能由中俄两国取决，不许第三国干涉”。中苏组成理事会共同管理中东铁路，由苏方担任铁路局长。1926年3月东省特别区市政管理局下令撤销哈尔滨自治公议会。

## 共管时期與經濟動盪

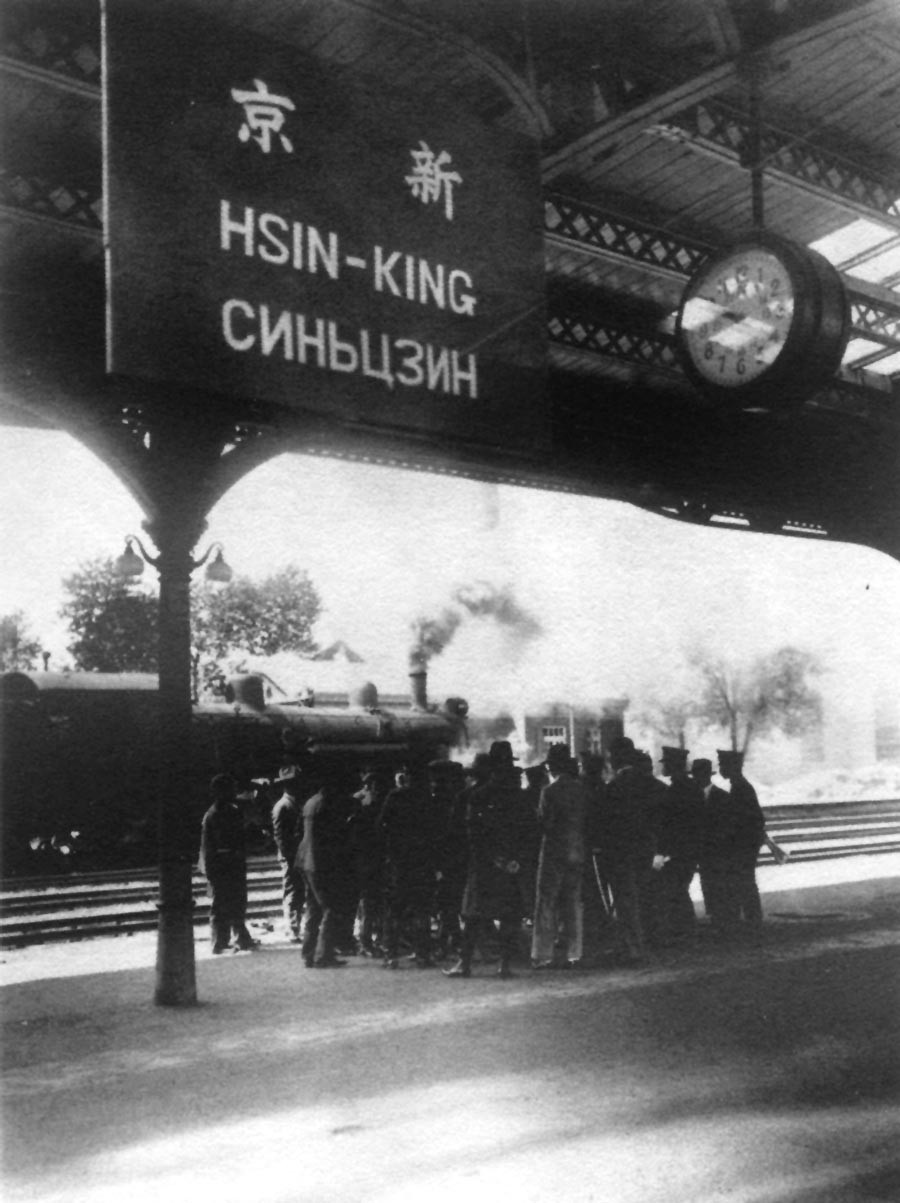
南满铁路新京（今长春市）火车站

1929年因中东路事件，苏联重拾铁路所有权和运营权。受大萧条全球经济危机以及满洲里铁路网的发展影响，30年代初，中东铁路局发现自己陷入了困境，1929年销售收入6810万卢布，1930年为4920万卢布，1931年为4060万卢布，被迫开始裁员，1930年1月1日有25,473人，1931年1月1日只有19,107员工，在1932年2月1日，有16,089名员工。
1931年九一八事變后，1932年至1933年日军逐步侵占黑龙江省，控制除了中东铁路以外的黑龙江地区各铁路。1932年，满洲国成立。1932年3月21日，中东铁路公司决定使用由满洲国新五色旗与苏联国旗撮合在一起的中东铁路新路旗。满铁1932年派员89人强行进驻呼海铁路，并成立呼海线派遣事务所，立即实施吞并呼海铁路计划，抢建拉滨线和滨北线松花江公、铁两用桥组织军运，派日本参事小泽宜义接管呼海铁路管理局，管理滨北线及马船口线。1933年4月1日，改称哈尔滨铁路局，首任局长佐原宪次。同时把在建的拉滨线、北黑线和齐北线也置于其管辖之内。 
1933年中東鐵路改由蘇聯與滿洲國合營，更名為北滿鐵路；南滿鐵路改归满洲国管辖。1933年2月满洲国又同满铁订立委托经营契约，将所控制的满洲国国有铁道的管理与建设权交给后者，由1933年3月在奉天成立的“铁路总局”统辖管理。

### 日蘇經營爭議
为进一步给苏联施加压力，日本采取了各种手段破坏中东铁路的正常业务。苏日围绕“盗窃蒸汽机车案”斗争。第一次世界大战期间，沙皇政府从美国订购了大批用于俄罗斯铁路的蒸汽机车，抵达中东铁路并进行维修。苏俄内战期间，有124辆此类机车滞留在中东铁路上。满洲国认为它们是中东铁路的财产，苏方则认为它们与中东铁路无关。結果是，苏方單方面向苏联境內运送了83台蒸汽机车，引發日本質疑；作为所謂偷竊的回应，1933年3月20日单方面中止了中东铁路哈满线至后贝加尔铁路间的直通货车，4月7日切断了通往后贝加尔铁路的线路。1933年5月2日，苏联外交人民委员李维诺夫向日本驻苏联大使太田為吉正式提出“让售中东铁路的建议”。日本政府在给太田大使的训令中指出“中东铁路在远东存在一直是远东和平的祸根，特别是满洲国建国后，苏联在中东铁路的牢固地位给满洲国的施政带来巨大的影响，给所谓王道乐土的顺利推行带来不少障碍。因此，只要价格及其他条件合适，即使在经济方面已变得软弱无力，但从政治的角度出发，日本政府认为还是可以收买；并且认为，尽管同苏联建立正式外交关系，既然有满洲国存在这一事实，与其与日本莫如以满洲国作让售对象为宜；在训令中指出，鉴于满洲国现状，应以东京为交涉地点，日本政府可居中斡旋 ”。太田大使于5月29日，将上述训令递交苏联政府。1933年5月30日，满洲国政府交通部，将中东铁路改称“北满铁路”但俄文名称未变。6月3日，苏联外交人民委员代表索克尔尼柯夫表明“苏联政府接受日本政府的建议，同意任命自己的代表并以东京为交涉地点”。1933年6月25日在东京日本外务省，苏联与满洲国举行了售卖中东铁路的首次会议。苏联首席代表为驻日大使康斯坦丁·尤列涅夫。经过1年多的长期谈判，未达成任何协议。在这期间发生了1933年5月31日满洲国警察在绥芬河站用武力手段切断中东铁路同乌苏里铁路的线路，使中东铁路的营业收入锐减，陷入难于独立经营的境地。日方通过南满州铁道株式会社加强平齐线的经营，从西侧将中东铁路的货运量吸走。然后，又以长图线的拉法站为起点，新建拉滨线铁路直接插入哈尔滨，以牵制中东铁路的哈长线。唆使白俄及一些商人集会“游行示威”，要求中东铁路降低运费，反对以金卢布核算收纳客货运费。
同時据中东铁路统计，仅日本人的拉滨线通车后的1934年1至5月，与1933年的同时期相比，中东铁路的运量就在激烈削價競爭下，减少149,976吨，营业收入减少1,240,700卢布。日方并不断在中东铁路管内制造纠纷，逮捕苏联铁路员工等事件。以盗窃蒸汽机车的罪名逮捕了中东铁路的6名苏联雇员，他们被关押了6个多月，于1934年2月24日被特赦释放。但机车显然仍留在苏联。此外满洲国当局经常在没有指控的情况下逮捕苏联和中国籍雇员。截至1934年12月1日，满洲国当局逮捕了424名苏联公民，其中201人被释放，94人被驱逐到苏联，129人仍被逮捕。因而东京会议中断。1934年9月21日，双方恢复会议。由于苏联让步妥协，会议达成协议。苏联最初提出的出卖价格为2亿5千万金卢布（当时1金卢布为日元1元4分），达成协议时降为1亿4千万日元。此外，由满洲国政府支付苏联员工退职津贴3千万日元。

## 满铁时期

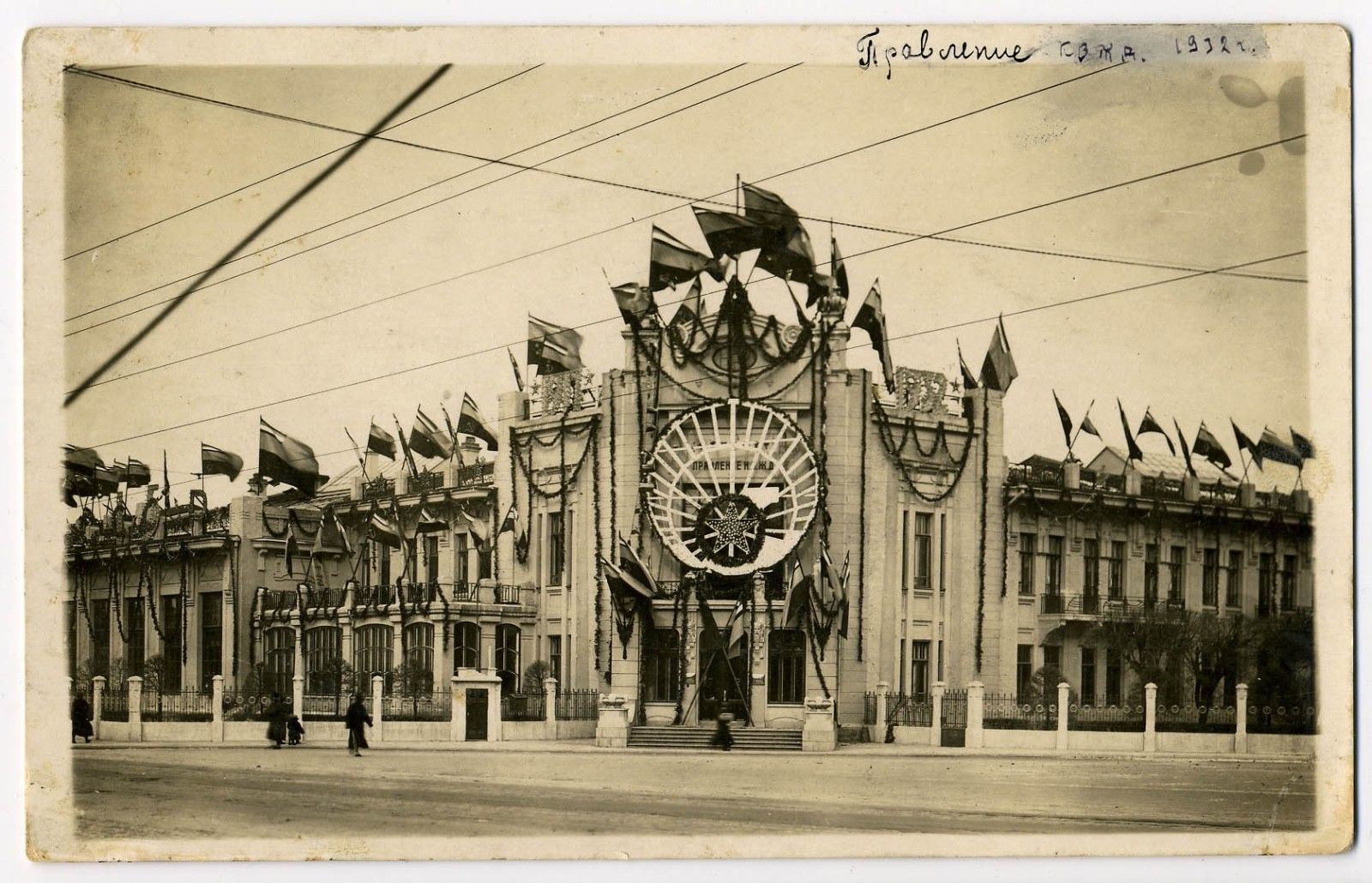
1932年中东铁路改为苏联与满洲国合营，图为悬挂北满铁路旗帜的哈尔滨中东铁路局旅馆

1935年3月12日，苏联不堪鐵路經營的消耗，塔斯社发表了“关于草签出售中东铁路文件的通告”。同时，日本阁议决定，《满洲国与苏维埃社会主义共和国联盟之间关于将中东铁路的苏维埃社会主义共和国联盟之权利转让给满洲国的协定》成立后，中东铁路“仿照满洲国国有铁路前例，委托南满洲铁道株式会社经营”。3月13日，日方代表平田会晤中东铁路管理局局长鲁德义，就接收中东铁路事宜进行交涉。满铁派遣51名宿营准备人员向中东铁路全线出发，并在日军协助下着手准备宿舍。3月17日，满铁接收中东铁路人员5300名由长春出发到达哈尔滨。
1935年3月23日上午10时，满洲国政府的全权委员、驻日公使丁士源，日本代表、外交部次长大橋忠一，苏联的全权委员、驻日大使尤列涅夫，苏联外交人民委员会局长卡慈罗夫斯基，中东铁路副理事长库慈聂错夫、中东铁路督办公署参赞烏澤聲，在广田外相主持下，签订了《关于中东铁路之苏维埃社会主义共和国联盟权利为让渡与满洲国，满洲国及苏维埃社会主义共和国联盟间缔结之协定》，同时日苏间换文由日本保证满洲国政府对苏联政府所负一切支付义务。同时在哈尔滨中东铁路公司理事会（现哈尔滨铁路局龙门大厦贵宾楼址）大厅内，苏、日双方举行了“中东铁路移交仪式”，从即日起中东铁路督办公署及路警处所属职员隶属“满铁”，中东铁路理事会解散。当日13时南满州铁道株式会社“受满洲国政府委托”派遣“满铁社员”2135名，接收了在哈尔滨的中东铁路管理局及其所属的中东铁路各部门和全部财产。苏联局长鲁德义向满铁哈尔滨铁路局局长佐原宪次办理了“移交手续”。由日本全面拿下，並交予滿洲國。

### 滿州國管理下的發展
1935年4月2日，中东铁路出售完畢後，苏方人员开始由哈尔滨及中东铁路沿线撤退回国。5月19日，原中东铁路管理局局长鲁德义由哈尔滨启程回国。5月，北满铁路取消原中东铁路职工的一切福利待遇。8月21日，苏方人员撤退回国完毕。撤退回国的原中东铁路苏联职工6,028人，家属14,607人。共使用客货车3,755辆，编成88列撤退列车。
1935年8月31日，将哈尔滨至长春243公里铁路线线路轨距从1,524毫米宽轨改为1,435毫米标准轨距。同时，拉滨线自滨江站展筑至哈尔滨站（2.6公里），与中东铁路接轨。滨州线于1936年8月1日，滨绥线于1937年9月17日相继由宽轨改为准轨。
1935年9月1日，满铁所经营的超特快“亚细亚”号旅客列车，在上午9时由哈尔滨站首次开往大连站。
1936年9月，满铁机构改革，滨绥线一面坡以东划入牡丹江铁道局。同年11月，滨州线昂昂溪以西划入齐齐哈尔铁道局。
1939年，在日军为加紧对苏战备以及諾門罕戰役刺激下，为提高铁路的运输能力，满铁开始修筑“京滨线”复线工程。原中东铁路达家沟站经老少沟站至新陈山站的跨松花江线路为直线捷径，但老少沟与达家沟站区间线路坡度较大，多处在7.0－10.3‰，只能承担牵引量较小的货物列车通过。于是修筑复线时，满铁在这条线路以西开辟了由达家沟经老虎岭、丁家园、姚家到新陈山的绕行新线路以“落坡”。1942年，新线路建成并试通车。此后，新线路称为乙线，而将经过老少沟的旧线路称为甲线。乙线跨过松花江也修建了一座大桥，在甲线大桥下游约4公里处。因甲线大桥在东，也称东桥，而乙线大桥也称西桥。

## 二战后的苏联治期
1945年2月8日美苏英三国领导人达成《雅尔塔协定》，规定
丙：对担任通往大连之出路的中东铁路和南满铁路应设立一苏中合办的公司以共同经营之；经谅解，苏联的优越权益须予保证而中国保持在满洲的全部主权。
1945年8月14日，中華民國国民政府与苏联政府签订《中苏友好同盟条約》与《中华民国与苏维埃社会主义共和国联邦关于中国长春铁路之协定》，中东铁路和旧南满铁路两线合并改称中国长春铁路，简称“中长铁路”，成立中长铁路理事会与监事会，中方担任理事长，苏方担任铁路局长，由中苏共同经营，以30年为期，期满后无条件全部归中国政府接管。业务“仅由中国政府派定之副局长在沈阳负责办理。”另外，另设锦州、沈阳、吉林、齐齐哈尔四个区局。

### 蘇聯人重新佔領
1945年8月苏军占领长春，苏联接收滿鐵新京本部。8月31日接收大连本部。1945年9月12日苏方军管满洲里-绥芬河铁路，并改为宽轨。9月12日，在哈尔滨原中东铁路管理局旧址，成立了苏联少将儒拉夫廖夫为局长的中国长春铁路管理局，实行军事管理。1945年9月22日在长春成立中苏合办中国长春铁路公司理事会，苏方代表喀尔金中将（加里宁中将）。9月27日以中国长春铁路理事会理事长名义发布了命令“根据1945年8月14日中苏签订的《关于中国长春铁路公司之协定》，9月22日11时以后，满洲里至绥芬河、哈尔滨至大连旅顺全线和属于上述铁路直接必要的辅助支线，及与本铁路具有直接关系的附属企业，一律划归中国长春铁路公司理事会管辖。本铁路管理职责由儒拉乌了夫少将驻在哈尔滨铁路局而负担之。”宣告满铁停止存在，留用所有旧雇员。10月11日，东北行营进驻长春，行营经济委员会主任委员張嘉璈任中长铁路理事长。11月25日，中国长春铁路南线（哈尔滨-大连旅顺）恢复通车。1945年12月，国民政府派王竹亭为中长铁路局中方副局长，另有国方职员10人到哈尔滨参加中长铁路局管理工作。1946年1月29日，中国长春铁路公司理事会在长春召开第一次理事会会议。理事长张嘉璈、副理事长喀尔金主持了会议，任命儒拉乌了夫为中国长春铁路管理局局长，王竹亭为副局长。中国长春铁路开始正式运营。满洲里至绥芬河运行宽轨列车，以军事运输为主。哈尔滨至大连旅顺恢复运行旅客列车。
1946年4月，苏军撤退回国，使用于满洲里至绥芬河铁路线上的宽轨机车车辆全部被苏联红军运到苏联。一切运输停顿，全线瘫痪。中国共产党的东北民主联军攻占长春、哈尔滨、齐齐哈尔，中国长春铁路公司理事会从长春市迁至国民政府统治下的沈阳。1946年4月下旬，王竹亭随苏军撤离哈尔滨，后在沈阳成立中长铁路副局长办公处，办理国军接收区域内的中长线的运输事宜。中共方面以东北民主联军的名义立即任命吕正操、郭洪涛为中长铁路军事总代表，并向中长铁路所属各分局派驻军事代表，行使中长路中方所拥有的权力，统管东北铁路干线。5月上旬，滨州线、滨绥线及哈尔滨地区的铁路职工，在东北民主联军指挥下，仅用三天的时间就完成了满洲里至绥芬河的改轨（轨距拨窄）工程，使滨州线和滨绥线全部恢复了通车。1946年5月，东北民主联军因四平保卫战失利，放弃长春、吉林市撤退至松花江以北、以东。为阻止国军向江北发动的进攻，东北民主联军对中东铁路德惠以北的路段和松花江大桥等实施了破坏。松花江之西桥（乙线桥）破坏6孔、炸倒了两个桥座，东桥（甲线桥）原有12座桥柱，在南端被炸倒两座桥柱并掀倒桥梁和栏杆，炸塌了桥头和江岸边的1座碉堡、地堡以及桥头的建筑物及可为部队利用的房子，一百余条可用渡江的铁船。6月初开始，由于长春市、吉林市被国军攻占，哈尔滨至大连全线处于战争状态，长滨线只能由哈尔滨通车至双城堡。1946年7月25日，中共在哈尔滨成立东北铁路总局，由陈云、吕正操分别担任正副总局长。东北铁路总局与中长铁路局在一栋楼里合署办公，统管东北解放区的铁路。至此，中长铁路被分割管理。国民政府在沈阳成立了“中国长春铁路管理局”；在满洲里至绥芬河的干线上，由东北铁路总局分别成立的齐齐哈尔铁路管理局、哈尔滨铁路管理局、牡丹江铁路管理局，分别隶属于西满、北满、东满的党政军，按划分区域管理滨州线及滨绥线。
1946年5月14日，满铁职员及家属从葫芦岛第一次登船回国。至1948年底全部撤侨结束。
在第二次国共内战、东北国军执行先南后北战略，展开四次进攻临江战役，中东铁路成为战场背景下，1946年11月28日，苏联政府决定在沈阳的中长铁路苏联员工撤退回国。在哈尔滨的中长铁路管理局仍然存在，仅有儒拉乌了夫局长及少数苏联干部办公，但不掌握运营。至1946年底，东北行辕共修通铁路3,032公里。1947年1月，又修通凤凰城至灌水间的82公里铁路及中长铁路的163公里，总计3,277公里。1948年4月13日，国民政府交通部的报告称，东北铁路干线及支线共11,336公里。接收时，仅山海关至大虎山之间的200多公里通车。经过修复，通车里程最高达3,436公里。东北行辕控制的中国长春铁路路段资金短缺，入不敷出，员工待遇极低，导致人才极度匮乏；对于那些必须抢修的工程，也大都采取“拆路修路”的政策，运营处于严重的亏损状态。其收支的差额，除了由东北交通特派员办公处陆续转拨大部核拨本路抢修工程款约19 700万元东北流通券外，其余由东北行辕核准，由中央路局向中央银行透支。截至1946年9月底，长春铁路已先后向中央银行透支流通券24,500万元。1947年2月,铁道部总务司司长陳延炯兼任国民政府主席东北行辕经济委员会交通特派员、交通事业处处长。1947年4月兼任中国长春铁路公司理事长。1948年7月辞职。
1946年下半年，苏联滨海军区驻旅大部队奉命把封存的30台准轨机车调往北满，1947年又运去20台机车。1948年5月13日，苏联政府派遣交通部副部长伊万·弗拉基米罗维奇·科瓦廖夫为全权代表赴东北组织铁路恢复的措施。6月4日，科瓦廖夫率领50名工程师、52名技师、220名技术工人组成的铁路复旧专家小组抵达哈尔滨。东北铁路总局组建了交通恢复工作管理局和东北人民解放军铁道纵队。到辽沈战役前，接收和恢复了铁路5,700公里，通车里程9,818公里，修复机车885台。
1948年8月1日，东北战场转入围困长春以及攻打锦州切断北宁路，为此东北人民解放军铁道纵队，以及哈尔滨、三棵树等5个工务段的数百名职工、苏联第五工程列车队150名职工与苏联专家开始抢修松花江铁路桥，10月24日抢修通车。陈云、吕正操亲自出席通车仪式。1949年3月，中长铁路全线恢复通车。
1948年，中长铁路局代局长王竹亭在台湾参加中国工程师年会后，选择回到北平，保护中长路财产，准备向人民政府交接。1949年2月初北平和平解放后，由于王竹亭能够按照党的要求妥善地办理了中长铁路移交手续，受到中央军委铁道部“移交出力，保管有功”的嘉奖，并于1949年2月20日，出席董必武、叶剑英等领导为北平民主人士举办的宴会。
1948年底，除了中苏共管的满洲里-绥芬河铁路外，东北铁路总局共有1.1万公里铁路。投入中长铁路南线德惠至金县的抢通复旧。1949年3月，中长铁路南线全线通车。中方局长余光生，苏方局长茹拉夫廖夫。中长铁路仍然事实上由东北铁路总局直接领导、管理、经营。苏方铁路员工共277人，处于咨询顾问的地位。

## 移交中国

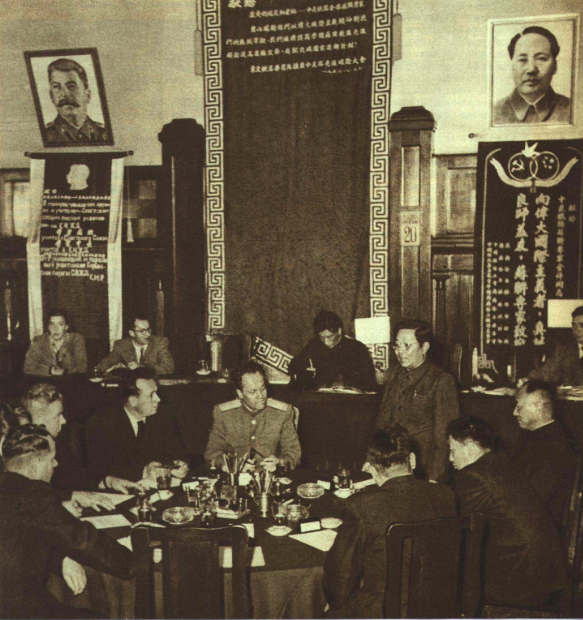
1952年9月，苏联将中国长春铁路转交给中国政府

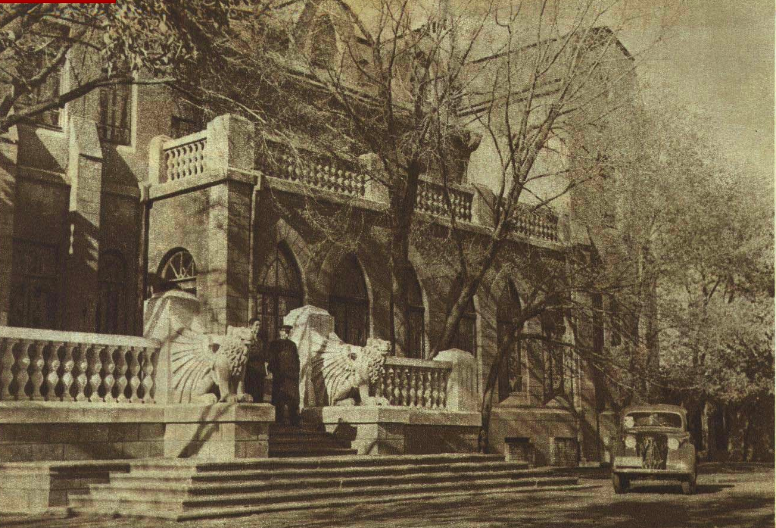
中国长春铁路理事会，1952年

1949年初，联共 (布尔什维克)政治局委员米高扬访问西柏坡，2月4日在和毛泽东会谈时，阐述了联共 (布尔什维克)中央和斯大林对中长铁路和旅大问题的立场：“如果中国政府是共产党政府，那就不需要在那里拥有基地了。”2月5日斯大林致电毛泽东：“随着中国共产党人执掌政权，形势正在发生根本变化。苏联政府已经决定，一旦缔结对日和约且美军也因此撤离日本，那就将废除这一不平等条约（指1945年中苏条约）并且从旅顺撤军。但是，如果中国共产党认为苏军立即从旅顺地区撤走是适宜的，那么苏联将准备满足中共的这一愿望。”2月6日米高扬在和中共政治局会谈中，重申了斯大林前一日的电报中的立场，并说“至于中长铁路条约，我们不认为它是不平等条约，因为这条铁路主要是由俄国出资建造的。也许该条约没有完全实现平等的原则，但是，我们准备同中国同志们友好地讨论并解决这个问题。”
中华人民共和国成立后的1950年2月14日，政务院总理周恩来代表中华人民共和国政府在苏联莫斯科签订了《中苏友好同盟互助条约》，另有《关于中国长春铁路、旅顺口及大连的协定》，“缔约双方同意苏联政府将共同管理中国长春铁路的一切权利以及属于该路的全部财产无偿地移交中华人民共和国政府。此项移交，一俟对日和约缔结后立即实现，但不迟于1952年末。”
中苏两国代表并于1950年4月间在北京议定：自1950年4月25日起，成立中国长春铁路公司，作为中苏两国在该路移交中国以前共同管理该路的机构。1950年5月1日，成立了中苏共管的中苏合资中国长春铁路公司。东北铁路总局第一副局长刘居英任中国长春铁路局中方局长。苏方局长恩·阿·格鲁尼切夫。同时东北铁路总局改为“中央人民政府铁道部驻东北特派员办事处”，设在哈尔滨市，特派员余光生，为中长铁路理事会中方主席。苏方主席姆·斯·叶洛果夫。同时，撤消了东北人民政府铁路管理总局下辖的哈尔滨铁路管理局与沈阳铁路管理局。“中苏合资中国长春铁路公司”辖：
- 中长铁路海拉尔（满洲里）一分局：齐齐哈尔铁路管理局海拉尔铁路分局、昂昂溪铁路分局改
- 中长铁路哈尔滨二分局：哈局管内的哈尔滨分局改
- 中长铁路牡丹江三分局：哈局管内的牡丹江分局改
- 中长铁路沈阳四分局：沈阳铁路分局改
- 中长铁路大连五分局：大连铁路分局

“中央人民政府铁道部驻东北特派员办事处”：
- 特派员、党委书记余光生
- 党委副书记陈坦
- 办公室：主任王堃骋
- 事务部：负责车务、运输工作
  - 直属列车段、列车贩卖管理所、餐车管理所
- 工务部
  - 桥梁课[12]
- 电务部：总工程师孙祺荫
  - 沈阳电务处 [13]
- 厂务部：1952年7月所辖工厂归铁道部厂务局领导
  - 沈阳桥梁工厂（沈阳配件工厂）
  - 齐齐哈尔机车车辆厂
  - 东北特派员办事处印刷厂：原南满铁路株式会社印刷室、南满铁路总局印刷厂。后为沈阳铁路局印刷厂。[14]
- 卫生部[15][16]
- 齐齐哈尔铁路管理局
- 直属安东铁路分局

中长铁路公司昂昂溪分局昂昂溪机务段解放型1195号机车王吉奎机车组创造了机车日车走行突破500公里，最高达738公里的中东铁路纪录。为了推广王吉奎机车组的经验，提高机车运用效率，1950年8月17日，中长铁路理事会作出了关于开展 500公里竞赛的决议。1950年9月王吉奎出席了全国工农兵劳模代表大会。苏家屯机务段涌现了“郑锡坤机车超轴操纵法”，中长铁路局向全局发出学习郑锡坤、开展超轴列车运动。1951年下半年哈尔滨车站主任司磅员杨茂林把普通30吨零担货车的装载量从16吨提高到27吨。中长铁路局命名为“杨茂林装车法”。1952年5月24日，中央人民政府铁道部滕代远部长召开全国铁路电话会议，传达铁道部、铁道部政治部联合发布的关于六、七两月如何学习中长铁路，开展满载、超轴、五百公里运动（简称“满超五”运动）的工作指示。
1950年12月，东北人民政府和东北军区联合发出《关于加强铁路工作的决定》，决定以“东北铁路沈阳临时指挥所”为基础，成立东北军区铁道运输司令部(后改为东北军区军事运输司令部)，司令员刘居英，余光生兼政治委员，副司令员叶林，王堃骋兼政治部主任。郭鲁接任中长铁路管理局中方局长。1950年11月，中央军委、铁道部以东北特派员办事处工程总队为主体、从全国各铁路局抽调部分骨干力量，组建中国人民志愿军铁道工程总队入朝抢修铁路。沿革为中铁四局。
1952年5月10日,铁道部东北特派员办事处改组为铁道部东北铁路办事处。
1952年8月至9月，周恩来率中国政府代表团访问苏联。1952年9月9日《东北日报》发表社论：《有组织、有计划地学习中长铁路的先进经验》。 1952年9月15日，中苏双方发表《中苏两国关于中国长春铁路移交中华人民共和国的公告》，“苏联政府将共同管理的中国长春铁路的一切权利以及属于该路的全部财产无偿地移交中华人民共和国完全归其所有。依上述协定，中国长春铁路移交之实现不迟于1952年末。中华人民共和国政府与苏联政府业已着手进行实现该项协定的措施，并为此目的已协议成立中苏联合委员会。中苏联合委员会应于1952年12月31日前将中国长春铁路向中华人民共和国移交完毕。”1952年10月20日，移交中长铁路的「中苏联合委员会」在哈尔滨正式组成并举行了中苏联合委员会的第一次会议。会议首先由苏方委员代表叶洛果夫和中方委员代表余光生报告了苏联政府与中华人民共和国政府所任命的委员名单，并宣布关于中国长春铁路移交中华人民共和国政府的中苏联合委员会正式组成。苏方委员有：
- 中国长春铁路公司理事会副主席姆·斯·叶洛果夫
- 中国长春铁路公司监事会主席恩·格·华西里也夫
- 苏联驻哈尔滨总领事哥·斯·多巴申
- 苏联对外贸易部代表恩·阿·左多夫
- 苏联财政部代表依·德·依米里亚诺夫。

周恩来总理委派的中方委员有
- 中国长春铁路公司理事会主席余光生为主任委员
- 中国长春铁路监事会副主席李明哲
- 东北人民政府外事局长陆曦
- 东北人民政府贸易部副部长黄达
- 东北人民政府财政部副部长王学明。

会议确定了工作地点为哈尔滨中国长春铁路理事会会所，并确立了会议组织、工作方法及秘书、翻译的人选。会议决定委托叶洛果夫与余光生二委员编拟委员会的工作计划、提交下次会议讨论。
1952年12月31日下午13时，移交典礼在哈尔滨铁路文化宫（现哈尔滨铁路博物馆）举行，政务院总理周恩来，铁道部长滕代远参加移交典礼。中苏联合委员会在哈尔滨举行了该委员会议终结记录的签署仪式，中国长春铁路的中苏共管在同日北京时间18时结束。为了纪念中苏共管中国长春铁路的深厚友谊，在哈尔滨修建了纪念塔和纪念馆。周恩来总理在移交仪式上讲话：“今天，苏联政府慷慨无私地履行她所担负的义务，这表明苏联政府对于中苏兄弟般的同盟事业的无限忠诚······中苏两国的伟大友谊更加巩固和发展了。”周恩来总理代表中华人民共和国政府授予苏联专家们以《中国长春铁路公司纪念章》。当天，中苏两国发表了苏联政府向中国移交中长铁路的公告：“苏联政府无偿移交给中华人民共和国政府的中长铁路的财产中包括：从满洲里站至绥芬河站及从哈尔滨到大连及旅顺口的铁路基本干线，连同服务于该路的土地，铁路建筑物与设备，车辆——机车、货车及客车车厢，内燃发动机机车、机车及车厢的修理工厂，发电站、电话所与电报所，通讯器材与通讯线路，铁路辅助支线，公务技术建筑物与居住建筑物，经济组织，附属企业及其他企业与机关，以及在中苏共管期间内购置、恢复和新建的财产。”。无偿移交中国的中长铁路固定资产及流动资金总计为228008.64亿元（旧）人民币。根据《中长铁路1952年贷借平衡表及生产财务工作决算说明书》，移交的中长铁路资材有：长度为3282.7公里的铁路线，10200辆货车，880台机车，185万平方米住宅，121处医疗机关（包括医院、门诊处、诊疗所、出诊所及防疫站），69所学校，25处文化馆和俱乐部，322处“红角”（娱乐室）。移交的其他财产有：通信、信号、联络和自动闭塞装置，连同所有通信设备、电话所及电机修缮厂；大连和哈尔滨机车车辆修理工厂；穆棱及扎赉诺尔煤矿；林业企业——林场及制材厂；商业和公共饮食企业——商店及公共食堂；中长铁路公司理事会、管理局、分局和业务单位的公务技术房舍。
毛泽东于1952年12月31日中苏联合委员会完成移交工作之际致电苏联部长会议主席斯大林，代表中国人民和政府向斯大林，苏联人民和苏联政府表示衷心的感谢，并指出：“在中苏两国共同管理中国长春铁路期间，苏联方面对于中国人民铁路建筑事业作了巨大的贡献，中国人民对此兄弟般的友谊援助将永志不忘”。《人民日报》于12月31日发表社论，题为《庆贺中国长春铁路移交我国》：在过去的三年间，中国长春铁路的苏联专家们，以忘我的精神，为我国培养了近2万名的铁路管理干部和技术工人，并把苏联的先进经验毫无保留地教给我们，还根据我国的具体条件，创造了许多先进的工作方法。 
1952年12月31日，铁道部东北铁路办事处撤销。
1953年恢复设立哈尔滨铁路管理局，局长陆平（刘居英胞兄），管辖中长铁路全部，包括哈尔滨到旅顺的哈大铁路。
1988年松花江上的甲线桥一直存在难以克服的安全隐患，考虑将该站撤销，但还是通过挖潜改造等手段，让该铁桥继续使用到2006年。

## 旗帜

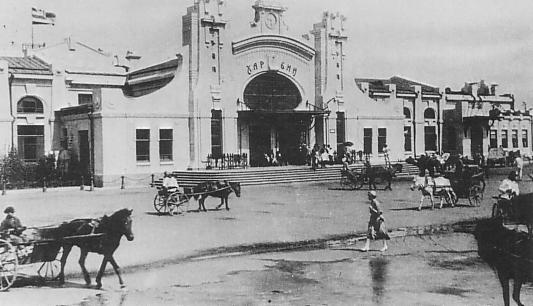
哈尔滨老火车站悬挂的1915-1925年间东省铁路旗帜

中东铁路旗帜使用两方国旗结合而成的旗帜，由于双方政权更迭，旗帜曾多次更易，根据历史照片还原的各时期铁路旗帜如下：
- 1897-1915的东省铁路旗帜，采用三角黄龙旗和沙俄三色旗，上方空白三角处书写文字“大清东省铁路公司”。
- 1915-1925年东省铁路旗帜，将三角黄龙旗替换为五色旗填充。
- 1925-1932年东省铁路旗帜，改用上方五色旗，下方苏联国旗的旗帜。
- 1932-1935年北满铁路旗帜，上方改为满洲国国旗。

| 1897-1915年东省铁路旗帜 |
| 1897-1915年东省铁路旗帜 |

| 东省铁路运输公司旗帜 |
| 东省铁路运输公司旗帜 |

| 1915-1925年东省铁路旗帜 |
| 1915-1925年东省铁路旗帜 |

| 1925-1932年东省铁路旗帜 |
| 1925-1932年东省铁路旗帜 |

| 1932-1935年北满铁路旗帜 |
| 1932-1935年北满铁路旗帜 |

## 车辆

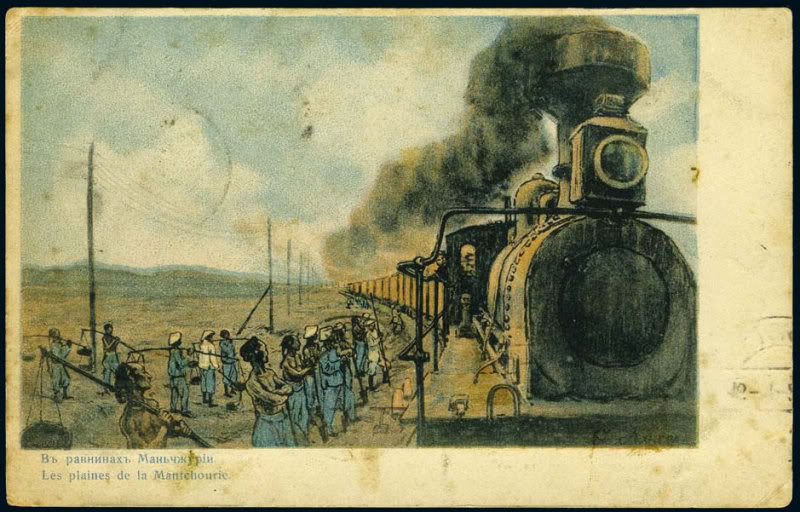
1900年代关于中东铁路的明信片，图中有当时铁路的机车。
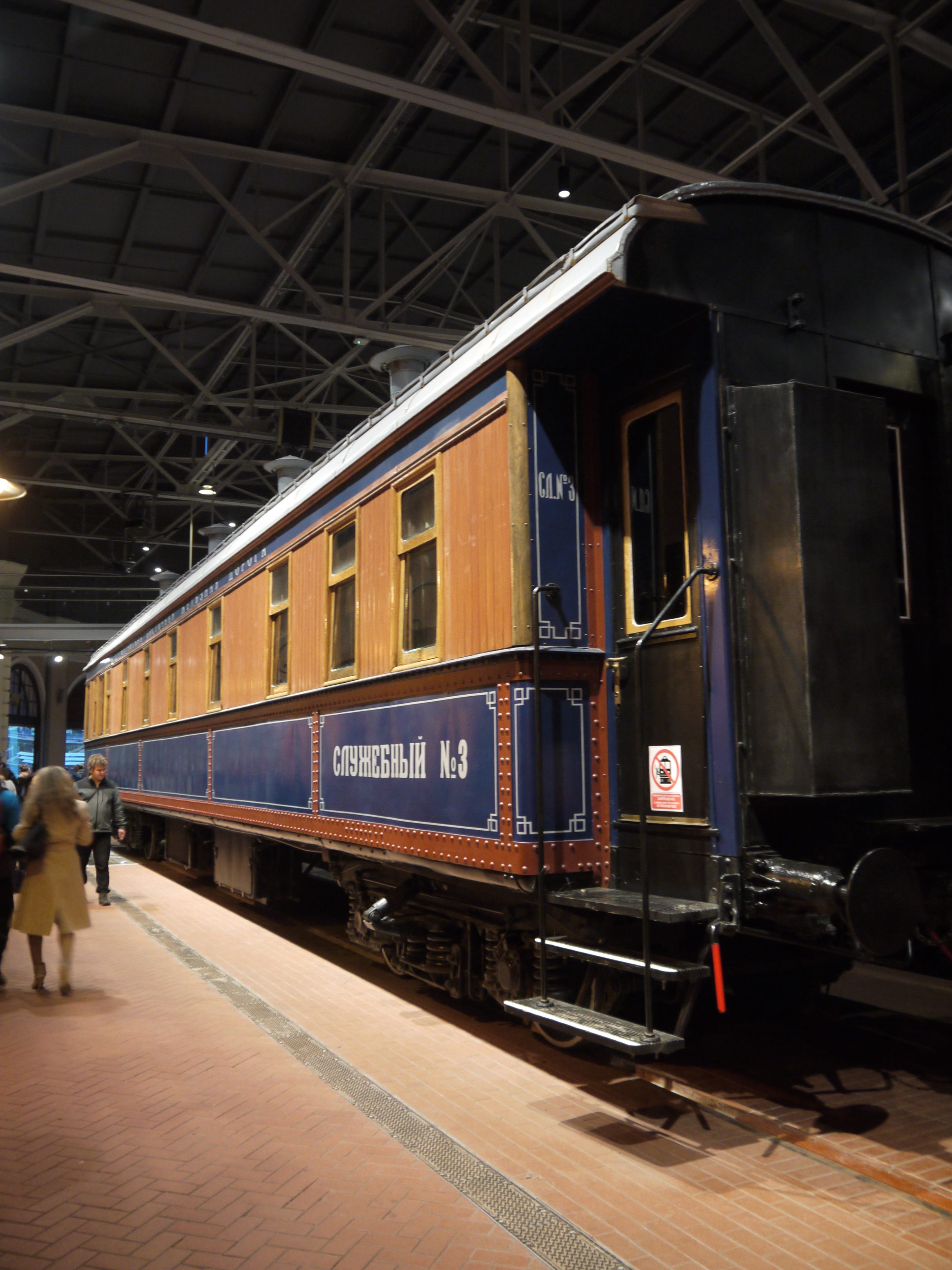
铁路管理人员专用车厢，现藏于俄罗斯铁道博物馆（英语：Russian Railway Museum）。

## 現況
2006年，黑龙江省境内部分中东铁路建筑被中华人民共和国国务院列为第六批全国重点文物保护单位，2013年黑龙江省、吉林省、辽宁省、内蒙古自治区境内数百处中东铁路遗迹被公布为第七批全国重点文物保护单位，并入第六批中东铁路建筑群项目。

### 中长铁路纪念塔
1952年中长铁路结束时，为纪念中国长春铁路的共管事迹，并纪念苏联政府将中东铁路无偿移交中华人民共和国人民政府。遵照政务院总理周恩来和铁道部长滕代远的指示和批准，在原中长铁路管理局办公楼前广场小花园内（即后来的哈尔滨铁路局门前）修建一座“中苏共同管理中国长春铁路纪念塔”即“中长铁路纪念塔”，同时在现黑龙江省博物馆建立“中苏共管中长铁路纪念馆”。
中长铁路管理局二分局（后来的哈尔滨铁路分局）助理总工程师于龙江为纪念塔建筑主任，工程由哈尔滨工务段办理，负责在一个月的期限内，按照批准的计划建筑友好纪念塔。纪念塔设计者为建筑师（米哈伊尔·安德烈耶维奇·巴吉赤）。纪念塔高14米，汉白玉砌成。基座110平方米，纪念塔上方有毛主席和斯大林浮雕半身铜像，下方有两位互相握手对视的中苏铁路员工的大型铸造铜人像。纪念塔的背面上左和上右方分别镶嵌着铜质的中苏两国国徽，下方有铜铸的火车头模型。毛泽东为纪念塔题字“中苏共同管理中国长春铁路纪念塔”镌刻在正面黑色大理石上（原件现保存在中共中央办公厅）。周恩来总理为中长铁路纪念塔题了词“中苏两国人民的友谊万岁！”。1953年1月1日午后14：00点“中苏共同管理中国长春铁路纪念塔”在哈尔滨铁路局正门前广场上举行了揭幕典礼，铁道部长滕代远，苏联驻华大使潘友新等参加。当天15：00点，中苏共管中长铁路纪念馆在哈尔滨开馆（馆址现为黑龙江省博物馆）。1968年年12月26日，一座毛主席挥手前进的立身铜像在中长铁路纪念塔基础原址后移10米处建成。2000年7月，原中长铁路纪念塔基座上方的中苏两国铁路员工互相握手的大型铜人像被恢复安放在铁路局办公大楼后院小花园中。

### 引用
1. ↑  冯力强; 冯冠豪. . 北方文艺出版社.   [2019-11-02]. （原始内容存档于2020-11-04）.
2. 1 2 3  Tao-hsing Chang. . Ch'eng Wen Publishing Company. 1971.
3. ↑  .   [2009-12-28]. （原始内容存档于2009-11-21）.
4. 1 2  《辽宁省志·铁道志》编委会. . 中国铁道出版社. 2000. ISBN 7-113-03971-5.
5. ↑  李澍田：《霍尔瓦特与中东铁路》，吉林文史出版社，1993年版，第137页。
6. ↑  滕仁 杜依璘：“中华民国北京政府收回中东铁路路权序幕之探讨—— 兼论 1917 年哈尔滨俄侨夺权事件”，《俄罗斯学刊》，2019年第2期，第123-136页。
7. ↑  中东铁路百年变迁 的存檔，存档日期2009-05-27. 中国铁路官方网站：铁流网
8. ↑  .   [2014-07-05]. （原始内容存档于2014-07-14）.
9. ↑  吴秀明（2008年3月）：中东铁路的兴建和管理权的演变.
10. 1 2  张盛发：“中长铁路归还中国的历史考察”，《历史研究》，2008年第4期，第99-121页。
11. ↑  《刘居英传》，来源：长春市委党史网，2022-10-14
12. ↑  朱秀文：“鸭绿江大桥的情结”，来源：海淀区委老干部局网站，2021-11-4。
13. ↑  新华社哈尔滨2022年7月1日电：《安振东同志逝世》，来源：新京报社官网。
14. ↑  王文宣：“中国铁路印刷的起始与发展”，来源：《第二届中国印刷史学术研讨会》第515-525页，1996年。
15. ↑  安徽师范大学历史与社会学院教授 黄华平：“新中国成立前后人民铁路卫生防疫事业的创建”，《当代中国史研究》2021年第1期
16. ↑  孙逸夫 姚国华：“东北铁路兽医卫生工作的发展”，《畜牧与兽医》 1954年01期
17. ↑  《苏家屯机务段105号包车组创造超轴牵引最高纪录》，发表于《东北日报》1951年1月16日
18. ↑  新华社：“中央铁道部滕代远部长 传达关于六、七两月开展满载、超轴、五百公里运动的工作指示”，《人民日报》1952年5月27日第2版。
19. ↑  《满载超轴五百公里运动学习参考资料》，人民铁道出版社，1952年6月版。
20. ↑  刘智：《刘居英画传》，当代中国出版社，2008年3月第一版。
21. ↑  抗美援朝抢修铁路史编纂委员会 编：《中国人民志愿军铁道工程总队  抗美援朝抢修铁路史》，中国铁道出版社，2004年版，ISBN:9787113062163
22. ↑  郑长椿：《中东铁路历史编年》，黑龙江人民出版社，1987年10月版。
23. ↑  . 国务院. 2006年5月25日  [2013年10月31日]. （原始内容存档于2012年8月5日）.
24. ↑   (PDF). 国务院. 2013年3月5日  [2013年10月31日]. （原始内容 (PDF)存档于2014年11月2日）.